# Gralla dolça
La gralla dolça o gralla de dues claus és un instrument de vent fusta, format per un tub de forma troncocònica, que amplifica el seu so produït per una llengüeta de doble canya, anomenada inxa. És una versió de gralla derivada i evolucionada a partir de la gralla seca, emprada a partir del final del segle xix entre els grups de grallers que necessitaven un timbre i unes possibilitats tècniques majors que les obtingudes amb el seu predecessor.

## Història
A tombants del segle xix, cap a l'any 1850, els grups de grallers —que començaven a complir la funció de petites orquestres de poble—, necessitaren estendre el llindar tècnic i tímbric per a poder tocar les peces ballables contemporànies. Atès a aquestes exigències de repertori i també pel fet que el nivell interpretatiu va millorar, es va començar a popularitzar el model de gralla dolça de quatre claus, actualment també coneguda com a gralla llarga. Aquestes gralles canviaven el timbre de la gralla i n'augmentaven la tessitura que donava noves possibilitats expressives.
Paral·lelament a la gralla llarga també hi va coexistir, en grau més baix, la gralla dolça o gralla de dues claus. En aquest sentit, la formació habitual entre els grups de grallers de renom de finals del segle xix i principis del xx era la de tres gralles llargues (primera veu, segona veu i baix) i un timbal de llautó. A partir de la recuperació moderna de la gralla durant la dècada dels anys noranta, el model de gralla dolça de dues claus s'ha anat imposant tant entre els lutiers com entre els intèrprets. Així doncs, la gralla dolça és la gralla habitual per elaborar la primera i la segona veu de les formacions, mentre que la gralla baixa (creada el 1996 per Pau Orriols i Xavier Bayer) fa la funció de baix de la formació.

## Característiques

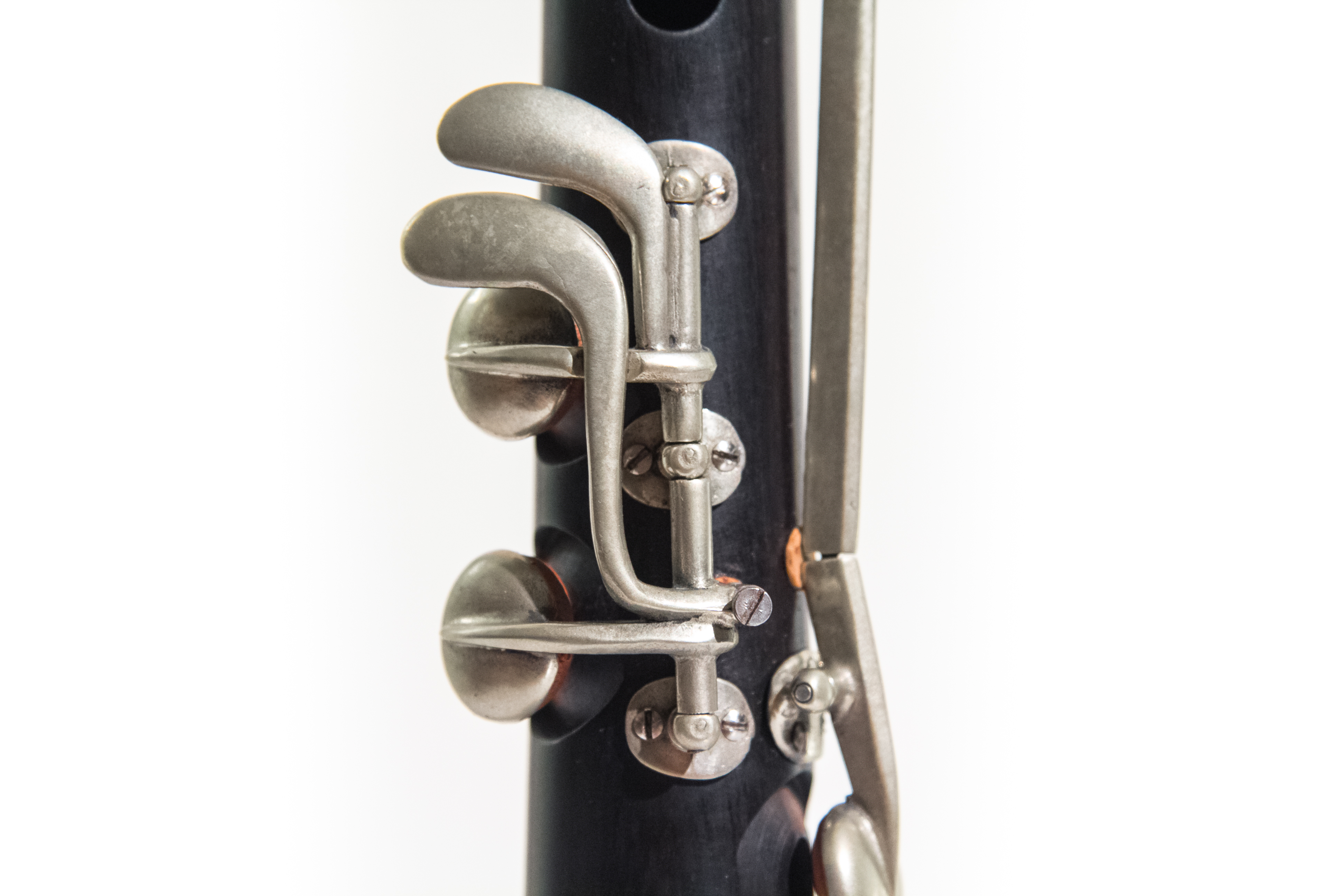
Sistema de claus (fa₃ i fa#₃) de la gralla dolça del constructor vilanoví Xavier Orriols feta amb fusta de banús africà

El cos de la gralla dolça, sense comptar ni el tudell ni la inxa, té una llargada d'uns 37 cm i pesa —en funció de la fusta emprada— entre uns 200 i 250 g. La construcció de la gralla dolça es pot dur a terme amb diversos tipus de fusta, entre les més habituals hi trobem el boix, el banús o el ginjoler, però també se'n poden fer servir d'altres tipus. Les anelles que rematen l'inici del tub i la campana inferior se solen fer amb níquel i un bany de plata.
Mentre que la tessitura de la gralla seca que va del sol₃ fins al do₅ (en funció de l'intèrpret es poden assolir notes més agudes), gràcies al sistema de claus que s'usa a la gralla dolça, aquesta també permet executar notes més greus fins a arribar al mi₃. El sistema de claus de les gralles dolces, situat entre el cos central i la campana de la gralla dolça, normalment disposa de dues o tres claus, permet realitzar les notes des del fa#₃, fa₃ i fins al mi₃. Alguns models tenen més claus per fer les diverses alteracions, per substituir les posicions forcades i garantir-ne l'afinació. També n'hi ha amb una clau d'octava a la part superior que permet atacar amb més facilitat les notes de la segona octava.
A diferència de la gralla seca, el timbre és més suau i menys estrident. Això es deu principalment al fet que el tub que s'estén des de l'interior del cos central fins a la campana inferior és més cilíndric i llarg, i la campana és més tancada. Tot i això, el timbre i el so variarà segons el tipus d'afinació de la gralla. Així doncs, les gralles afinades en do (la-440) tenen un so més punyent, les gralles en si (la-415) tenen un so més timbrat i avellutat, i les gralles en si♭ tenen un so més suau molt adequat per tocar amb altres instruments però menys adequat per tocar en espais oberts per la manca de volum.